# Premis del Sindicat de Guionistes dels Estats Units
Els premis del Sindicat de Guionistes dels Estats Units (Writers Guild of America Awards), són els premis que concedeix el Sindicat de Guionistes dels Estats Units (WGA) als millors guions cinematogràfics, televisius o de videojocs (fins al 2018). El sindicat, format per dues seccions el Writers Guild of America, East (WGAE) i el Writers Guild of America West (WGAW), associa els guionistes de les indústria del cinema, televisió, de difusió per cable, de ràdio, d'informatius i de nous mitjans d'entreteniment que puguin sorgir.

## Història
Els seus orígens es remunten al 1920, quan dotze guionistes anuncien a les pàgines de Variety la creació del Screen Writers Guild. El grup també es va afiliar amb el Authors Guild. Tot i que durant un temps va comptar amb alguns èxits i la creació de llocs de trobada entre autors, cap a principis dels anys 30 el panorama es complicava. La Gran Depressió, la creació de l'Acadèmia de les Arts i les Ciències Cinematogràfiques i l'arribada del so van provocar problemes estructurals que van portar a diversos membres a buscar una reestructuració.
Als anys 40 el sindicat es va haver d'enfrontar amb el House Un-American Activities Committee, que acusava al sindicat de ser un niu de comunistes. L'ala més conservadora va col·laborar amb els estudis de Hollywood i amb la cacera de bruixes de McCarthy.
No va ser fins al 1954 que el SWG es va unir juntament amb altres grups per crear dues organitzacions el Writers Guild of America, East i West.

## Categories
En l'actualitat, es concedeixen premis a tres categories:
- Millor guió original
- Millor guió adaptat
- Millor guió de documental

A més, es concedeixen diversos premis especials:
- Premi Herb Sargent per la seva excel·lència en la comèdia.
- Premi Richard B. Jablow per servei al sindicat.

Tot i això hi hagueren diferents categories que van acabar sent eliminades:
- Millor drama escrit (1949-1969) i Millor comèdia escrita (1949-1969)
- Millor drama original (1970-1984) i Millor comèdia original (1970-1984)
- Millor drama adaptat (1970-1984) i Millor comèdia adaptada (1970-1984)
- Millor musical escrit (1949-1969)
- Millor pel·lícula escrita que tracti problemes importants pels estatunidencs (1949-1952)
- Millor western escrit (1949-1951)
- Millor guió per a videojoc (2008-2018)

## Llista de guanyadors i guanyadores
L'asterisc * denota que la pel·lícula també va ser guanyadora del premi Oscar a Millor guió original.

### Millor guió original[2][3][4][5]
- 1968: Bonnie i Clyde – David Newman i Robert Benton
- 1969: Els productors – Mel Brooks*
- 1985: Broadway Danny Rose – Woody Allen
- 1986: L'únic testimoni – Pamela Wallace, William Kelley i Earl W. Wallace*
- 1987: Hannah i les seves germanes – Woody Allen*
- 1988: Encís de lluna – John Patrick Shanley*
- 1989: Bull Durham – Ron Shelton
- 1990: Delictes i faltes – Woody Allen
- 1991: Avalon – Barry Levinson
- 1992: Thelma & Louise – Callie Khouri*
- 1993: Joc de llàgrimes – Neil Jordan*
- 1994: El piano – Jane Campion*
- 1995: Quatre bodes i un funeral – Richard Curtis
- 1996: Braveheart – Randall Wallace
- 1997: Fargo – Joel Coen i Ethan Coen*
- 1998: Millor, impossible – Mark Andrus i James L. Brooks
- 1999: Shakespeare in Love – Marc Norman i Tom Stoppard*
- 2000: American Beauty – Alan Ball*
- 2001: You Can Count on Me – Kenneth Lonergan
- 2002: Gosford Park – Julian Fellowes*
- 2003: Bowling for Columbine – Michael Moore
- 2004: Lost in Translation – Sofia Coppola*
- 2005: Eternal Sunshine of the Spotless Mind – Charlie Kaufman, Michael Gondry i Pierre Bismuth*
- 2006: Crash – Paul Haggis i Bobby Moresco*
- 2007: Petita Miss Sunshine – Michael Arndt*
- 2008: Juno – Diablo Cody*
- 2009: Milk – Dustin Lance Black*
- 2010: En terra hostil – Mark Boal*
- 2011: Origen – Christopher Nolan
- 2012: Midnight in Paris – Woody Allen*
- 2013: Zero Dark Thirty – Mark Boal
- 2014: Her – Spike Jonze*
- 2015: The Grand Budapest Hotel – Wes Anderson i Hugo Guinness
- 2016: Spotlight – Tom McCarthy i Josh Singer*
- 2017: Moonlight – Barry Jenkins; historia per Tarell Alvin McCraney*
- 2018: Get Out – Jordan Peele*
- 2019: Eighth Grade – Bo Burnham
- 2020: Paràsits – Bong Joon-ho i Han Jin-won; historia per Bong Joon-ho*
- 2021: Promising Young Woman — Emerald Fennell*
- 2022: Don't Look Up — Adam McKay i David Sirota

### Millor guió adaptat[2][3][4][5]
- 1985: Els crits del silenci – Bruce Robinson
- 1986: L'honor dels Prizzi – Richard Condon i Janet Roach
- 1987: Una habitació amb vista – Ruth Prawer Jhabvala*
- 1988: Roxanne – Steve Martin
- 1989: Les amistats perilloses – Christopher Hampton*
- 1990: Tot passejant Miss Daisy – Alfred Uhry*
- 1991: Ballant amb llops – Michael Blake*
- 1992: El silenci dels anyells – Ted Tally*
- 1993: El joc de Hollywood – Michael Tolkin
- 1994: La llista de Schindler – Steven Zaillian*
- 1995: Forrest Gump – Eric Roth*
- 1996: Sentit i sensibilitat – Emma Thompson*
- 1997: L'altre costat de la vida – Billy Bob Thornton*
- 1998: L.A. Confidential – Brian Helgeland i Curtis Hanson*
- 1999: Un embolic molt perillós – Scott Frank
- 2000: Election – Alexander Payne i Jim Taylor
- 2001: Traffic – Stephen Gaghan*
- 2002: Una ment meravellosa – Akiva Goldsman*
- 2003: Les hores – David Hare
- 2004: American Splendor – Shari Springer Berman i Robert Pulcini
- 2005: Entre copes – Alexander Payne i Jim Taylor*
- 2006: Brokeback Mountain – Larry McMurty i Diana Ossana*
- 2007: Infiltrats – William Monahan*
- 2008: No Country for Old Men – Joel Coen i Ethan Coen*
- 2009: Slumdog Millionaire – Simon Beaufoy*
- 2010: Up in the Air – Jason Reitman
- 2011: La xarxa social – Aaron Sorkin*
- 2012: The Descendants – Alexander Payne, Nat Faxon, i Jim Rash*
- 2013: Argo – Chris Terrio*
- 2014: Captain Phillips – Billy Ray
- 2015: The Imitation Game (Desxifrant l'Enigma) – Graham Moore*
- 2016: The Big Short – Adam McKay i Charles Randolph*
- 2017: Arrival – Eric Heisserer
- 2018: Digue'm pel teu nom — James Ivory*
- 2019: Can You Ever Forgive Me? – Nicole Holofcener i Jeff Whitty
- 2020: Jojo Rabbit – Taika Waititi*
- 2021: Borat Subsequent Moviefilm — Guió per Sacha Baron Cohen & Anthony Hines & Dan Swimer & Peter Baynham & Erica Rivinoja & Dan Mazer & Jena Friedman & Lee Kern; historia per Sacha Baron Cohen & Anthony Hines & Dan Swimer & Nina Pedrad; basat en els personatges creats per Sacha Baron Cohen
- 2022: CODA – Sian Heder*

### Millor guió documental[2][3][4]
- 2005: Super Size Me – Morgan Spurlock
- 2006: Enron: The Smartest Guys in the Room – Alex Gibney
- 2007: Deliver Us from Evil – Amy J. Berg
- 2008: Taxi to the Dark – Alex Gibney
- 2009: Waltz with Bashir – Ari Folman
- 2010: The Cove – Mark Monroe
- 2011: Inside Job – Charles Ferguson
- 2012: Better This World – Katie Galloway, i Kelly Duane de la Vega
- 2013: Searching for Sugar Man – Malik Bendjelloul
- 2014: Stories We Tell – Sarah Polley
- 2015: The Internet's Own Boy: The Story of Aaron Swartz – Brian Knappenberger
- 2016: Going Clear: Scientology and the Prison of Belief – Alex Gibney
- 2017: Command and Control – Robert Kenner, Brian Pearle, Kim Roberts, i Eric Schlosser
- 2018: Jane – Brett Morgen
- 2019: Bathtubs Over Broadway – Ozzy Inguanzo, i Dava Whisenant
- 2020: The Inventor: Out for Blood in Silicon Valley – Alex Gibney
- 2021: The Dissident — Mark Monroe i Bryan Fogel

## Premis històrics

### Millor pel·lícula escrita que tracti problemes importants pels americans (1949-1952)[5]
- 1949: The Snake Pit – Frank Partos i Millen Brand
- 1950: All the King's Men – Robert Rossen
- 1951: The Men – Carl Foreman
- 1952: Bright Victory – Robert Buckner

### Millor western escrit (1949-1951)[5]
- 1949: The Treasure of the Sierra Madre – John Huston*
- 1950: Yellow Sky – W. R. Burnett i Lamar Trotti
- 1951: Fletxa trencada – Albert Maltz

### Millor musical escrit (1949-1969)[5]
- 1949: Easter Parade – Frances Goodrich, Albert Hackett, i Sidney Sheldon
- 1950: Un dia a Nova York – Adolph Green i Betty Comden
- 1951: Annie Get Your Gun – Sidney Sheldon
- 1952: Un americà a Paris – Alan Jay Lerner*
- 1953: Cantant sota la pluja – Betty Comden i Adolph Green
- 1954: Lili – Helen Deutsch i Paul Gallico
- 1955: Set núvies per a set germans – Albert Hackett, Frances Goodrich, i Dorothy Kingsley
- 1956: Estima'm o deixa'm – Daniel Fuchs and Isobel Lennart*
- 1957: Un rei per a quatre reines – Ernest Lehman
- 1958: Les Girls – Vera Caspary i John Patrick
- 1959: Gigi – Alan Jay Lerner*
- 1960: The Five Pennies – Robert Smith, Jack Rose, i Melville Shavelson
- 1961: Bells Are Ringing – Betty Comden i Adolph Green
- 1962: West Side Story – Ernest Lehman
- 1963: The Music Man – Meredith Willson, Franklin Lacey, i Marion Hargrove
- 1964: No es va entregar premi.
- 1965: Mary Poppins – Bill Walsh i Don DaGradi
- 1966: Somriures i llàgrimes – Maria Augusta Trapp, Howard Lindsay, Russel Crouse, i Ernest Lehman
- 1967: No es va entregar premi.
- 1968: Millie, una noia moderna – Richard Morris
- 1969: Funny Girl – Isobel Lennart

### Millor guió per a videojoc (2008-2018)
- 2008: Dead Head Fred – Dave Ellis, Adam Cogan
- 2009: Star Wars: The Force Unleashed – Haden Blackman, Shawn Pitman, John Stafford, i Cameron Suey
- 2010: Uncharted 2: Among Thieves – Amy Hennig
- 2011: Assassin's Creed: Brotherhood – Patrice Désilets, Jeffrey Yohalem, i Corey May
- 2012: Uncharted 3: Drake's Deception – Amy Hennig
- 2013: Assassin's Creed III: Liberation – Richard Farrese and Jill Murray
- 2014: The Last of Us – Neil Druckmann
- 2015: The Last of Us: Left Behind – Neil Druckmann
- 2016: Rise of the Tomb Raider – John Stafford, Cameron Suey, Rhianna Pratchett, i Philip Gelatt
- 2017: Uncharted 4: A Thief's End – Neil Druckmann, Josh Scherr, Tom Bissell, i Ryan James
- 2018: Horizon Zero Dawn – John Gonzalez, Benjamin McCaw, Ben Schroder, Anne Toole, Dee Warrick, i Meg Jayanth
- 2019: God of War – Matt Sophos, Richard Zangrande Gaubert, i Cory Barlog